# Махотин, Борис Владимирович
Бори́с Влади́мирович Махотин (24 февраля 1921, Федюшино, Потрусовское сельское поселение — 31 декабря 1976, Кострома) — командир отделения пулемётной роты 199-го гвардейского стрелкового полка 67-й гвардейской стрелковой дивизии 6-й гвардейской армии Воронежского фронта, гвардии старшина.

## Биография
Родился 24 февраля 1921 года в деревне Федюшино ныне Парфеньевского района Костромской области в крестьянской семье. Русский. Член КПСС с 1956 года. Жил на станции Нея Северной железной дороги Костромской области. По окончании 7 классов, работал на деревообрабатывающем заводе.
В Советской Армии с 1941 года. На фронте Великой Отечественной войны с ноября 1942 года.
Командир отделения пулемётной роты 199-го гвардейского стрелкового полка комсомолец гвардии старшина Махотин Б. В. в боях 4-6 июля 1943 года в районе хутора Новочеркасский уничтожил много гитлеровцев, чем способствовал выполнению поставленной боевой задачи подразделениями полка.
Указом Президиума Верховного Совета СССР от 27 августа 1943 года за мужество и героизм, проявленные в боях с немецко-фашистскими захватчиками, Махотину Борису Владимировичу присвоено звание Героя Советского Союза, с вручением ордена Ленина и медали «Золотая Звезда».
Гвардии старшина Махотин Б. В. демобилизован в 1947 году. Жил и работал в городе Костроме.
Умер 31 декабря 1976 года.
Награждён орденом Ленина, медалями.

## Память
- Мемориальная доска в память о Махотине установлена Российским военно-историческим обществом на здании школы № 2 города Нея, где он учился.
- В рамках реализации мероприятий по подготовке к празднованию 75-летия Победы в Великой Отечественной войне, по инициативе администрации городского поселения город Нея в сквере на Привокзальной площади были установлены памятные стелы четырём Героям Советского Союза, уроженцам города Неи и Нейского района — гвардии старшине Борису Владимировичу Махотину, капитану Вениамину Алексеевичу Русову, гвардии старшему лейтенанту Виталию Ефимовичу Соловьеву и младшему сержанту Стасису Шейнаускасу, которые были удостоены почетного звания Герой Советского Союза за проявленное мужество и героизм в боях с немецко-фашистскими захватчиками в годы Великой Отечественной войны.